# Women’s Cricket World Cup 1978
Der Women’s Cricket World Cup 1978 war der zweite Cricket World Cup der Frauen. Er wurde vom 1. bis 13. Januar 1978 in Indien ausgetragen. Durchsetzen konnte sich die Mannschaft aus Australien, die sich in einem Round-Robin Turnier vor den Engländerinnen platzieren konnte.

## Teilnehmer
Es nahmen vier Nationalmannschaften teil:
| - Australien - England | - Indien - Neuseeland |

## Austragungsorte
Die Spiele fanden in den folgenden indischen Cricketstadien statt:
| Stadt      | Land   | Stadion                     |
| ---------- | ------ | --------------------------- |
| Hyderabad  | Indien | Lal Bahadur Shastri Stadium |
| Jamshedpur | Indien | Keenan Stadium              |
| Kolkata    | Indien | Eden Gardens                |
| Patna      | Indien | Moin-ul-Haq Stadium         |

## Format
Die vier Teams spielten jeweils gegen jedes andere in einem Round-Robin-Format.

## Kaderlisten
Die Mannschaften benannten die folgenden Teams.
| WODI | WODI | WODI | WODI |
| Australien | England | Indien | Neuseeland |
| --- | --- | --- | --- |
| - Margaret Jennings (K) - Elaine Bray - Marie Cornish - Valerie Farrell - Lorraine Hill - Sharyn Hill - Wendy Hills - Jan Lumsden - Julie Stockton - Raelee Thompson - Janette Tredrea - Sharon Tredrea - Peta Verco | - Mary Pilling (K) - Jacqueline Court - Heather Dewdney - Rosalind Heggs - Shirley Hodges - Glynis Hullah - Megan Lear - Catherine Mowat - Lynne Thomas - Chris Watmough - Margaret Wilks | - Diana Edulji (K) - Gargi Banerji - Runa Basu - Lopamudra Bhattacharji - Sharmila Chakraborty - Rajeshwari Dholakia - Susan Itticheria - Nilima Jogalekar - Fowzieh Khalili - Shubhangi Kulkarni - Sandhya Mazumdar - Ujwala Nikam - Shobha Pandit - Kalpan Paropkari - Sudha Shah - Anjali Sharma | - Trish McKelvey (K) - Liz Allan - Eileen Badham - Barbara Bevege - Vicki Burtt - Pat Carrick - Sheree Harris - Cheryl Henshilwood - Linda Lindsay - Karen Marsh - Sue Rattray - Edna Ryan - Viv Sexton |

## Ergebnisse
Tabelle
| Tabelle    | Sp. | S | N | U | NR | P | RR    |
| ---------- | --- | - | - | - | -- | - | ----- |
| Australien | 3   | 3 | 0 | 0 | 0  | 6 | 3.264 |
| England    | 3   | 2 | 1 | 0 | 0  | 4 | 2.657 |
| Neuseeland | 3   | 1 | 2 | 0 | 0  | 2 | 2.777 |
| Indien     | 3   | 0 | 3 | 0 | 0  | 0 | 1.988 |

Spiele
| 1. Januar Scorecard | Jamshedpur | Australien 177 (49.2)          | – | Neuseeland 111-8 (50) |
|                     |            | Australien gewinnt mit 66 Runs |   |                       |

Australien gewann den Münzwurf und entschied sich als Schlagmannschaft zu beginnen.
| 1. Januar Scorecard | Kolkata | Indien 63 (39.3)              | – | England 65-1 (30.2) |
|                     |         | England gewinnt mit 9 Wickets |   |                     |

England gewann den Münzwurf und entschied sich als Feldmannschaft zu beginnen.
| 5. Januar Scorecard | Patna | Indien 130-9 (50)                | – | Neuseeland 131-1 (44) |
|                     |       | Neuseeland gewinnt mit 9 Wickets |   |                       |

Indien gewann den Münzwurf und entschied sich als Schlagmannschaft zu beginnen.
| 8. Januar Scorecard | Hyderabad | Neuseeland 157 (49.4)         | – | England 160-3 (40.3) |
|                     |           | England gewinnt mit 7 Wickets |   |                      |

England gewann den Münzwurf und entschied sich als Feldmannschaft zu beginnen.
| 8. Januar Scorecard | Patna | Australien 150-8 (50)          | – | Indien 79 (47.2) |
|                     |       | Australien gewinnt mit 71 Runs |   |                  |

Indien gewann den Münzwurf und entschied sich als Schlagmannschaft zu beginnen.
| 13. Januar Scorecard | Patna | England 96-8 (50)                | – | Australien 100-2 (31.3) |
|                      |       | Australien gewinnt mit 8 Wickets |   |                         |

Australien gewann den Münzwurf und entschied sich als Feldmannschaft zu beginnen.

## Statistiken
Die folgenden Cricketstatistiken wurden bei diesem Turnier erzielt.
| WODIs             | WODIs      | WODIs   | WODIs   | WODIs   | WODIs   | WODIs   | WODIs   | WODIs   |
| Batting           | Batting    | Batting | Batting | Batting | Batting | Batting | Batting | Batting |
| Spieler           | Mannschaft | Spiele  | Innings | Runs    | Average | HS      | 100s    | 50s     |
| ----------------- | ---------- | ------- | ------- | ------- | ------- | ------- | ------- | ------- |
| Margaret Jennings | Australien | 3       | 3       | 127     | 63,50   | 57*     | 0       | 1       |
| Barb Bevege       | Neuseeland | 3       | 3       | 126     | 63,00   | 67*     | 0       | 2       |
| Lynne Thomas      | England    | 3       | 3       | 109     | 54,50   | 47      | 0       | 0       |
| Sharon Tredrea    | Australien | 3       | 3       | 87      | 43,50   | 56      | 0       | 1       |
| Wendy Hills       | Australien | 3       | 3       | 66      | 22,00   | 64      | 0       | 1       |
| Bowling           |            |         |         |         |         |         |         |         |
| Spieler           | Mannschaft | Spiele  | Overs   | Wickets | Average | BBI     | 5W      | 10W     |
| Sharyn Hill       | Australien | 3       | 30.0    | 7       | 7,57    | 3/16    | 0       | 0       |
| Sharon Tredrea    | Australien | 3       | 25.0    | 6       | 7,00    | 4/25    | 0       | 0       |
| Pat Carrick       | Neuseeland | 3       | 29.0    | 6       | 17,66   | 3/43    | 0       | 0       |
| Glynis Hullah     | England    | 3       | 21.0    | 5       | 6,80    | 2/2     | 0       | 0       |
| Peta Verco        | Australien | 3       | 23.0    | 5       | 7,40    | 3/9     | 0       | 0       |